# Koiné
Koiné (řecky ἡ κοινὴ διάλεκτος – obecná mluva) je označení pro interdialekt starořečtiny, kterým se běžně hovořilo ve východním Středomoří v období helénismu, zhruba od poloviny 4. století př. n. l. do 3. století n. l., ve východní části Římské říše až do 7. století. Proto je někdy nazýván helénistickou řečtinou. Jako jazyk použitý pro sepsání Nového zákona je označována za biblickou nebo novozákonní řečtinu.

## Vývoj
Tento interdialekt se vyvinul v 4. stol. př. n. l. z dominantní (i v Makedonii používané) attičtiny, ovlivněn byl ovšem i jinými nářečími, zejména iónštinou. Oproti klasické attičtině představoval značné zjednodušení gramatiky a výrazné změny ve výslovnosti. V důsledku vojenských tažení Alexandra Velikého a následné staleté vlády diadochů ve východním Středomoří hrál roli lingvy franky, nadnárodního komunikačního jazyka, i v éře starověkého Říma. Z koiné postupně přes byzantskou řečtinu vznikla novořečtina.

## Spisy v koiné
Mezi díla sepsaná v koiné patří Nový zákon i nejvýznamnější řecký překlad Starého zákona, Septuaginta. V obecné mluvě psal mimo jiné Plútarchos, Strabón a někteří západní i všichni východní církevní Otcové. Byl to úřední jazyk Východořímské říše, zachovalo se v něm velké množství nápisů a papyrů, zejména v Egyptě.